# Ярочище
Яро́чище —  село в Україні, в Коростенському районі Житомирської області. Населення становить 14 осіб. Входить до складу Малинської міської громади.

## Географія
На південному сході від села бере початок річка Романівка.

## Населення

### Мова
Розподіл населення за рідною мовою за даними перепису 2001 року:
| Мова       | Кількість | Відсоток |
| ---------- | --------- | -------- |
| українська | 14        | 100%     |